# KCRW-FM
Koordinaten: 34° 1′ 10″ N, 118° 29′ 28″ W
| KCRW-FM |

KCRW-FM (auch Public Radio for Southern California) ist ein US-amerikanischer Public-Radio-Sender aus Santa Monica in Kalifornien. KCRW-FM sendet auf der UKW-Frequenz 89,9 MHz und wird vom Santa Monica College betrieben.
Der Sender ist wegen seiner Verknüpfung mit dem South by Southwest Festival (SXSW) Musik- und Filmfestival in Austin bekannt. Die Station veröffentlichte mehrere CD-Auskopplungen des Festivals.
KCRW betreibt den All-Music-Kanal (durchgehend Musik) Eclectic 24 und den All-News Kanal KCRW's News24. 
2017 übernahm KCRW die Frequenz von NPR Berlin UKW 104,1 MHz (Sender Berlin-Schöneberg) und sendete dort seitdem sein Programm KCRW Berlin mit einer Mischung aus wesentlichen NPR-Sendungen, KCRW-Übernahmen und Eigenproduktionen. Dieser Sendebetrieb wurde am 13. Dezember 2020 eingestellt.

## Geschichte

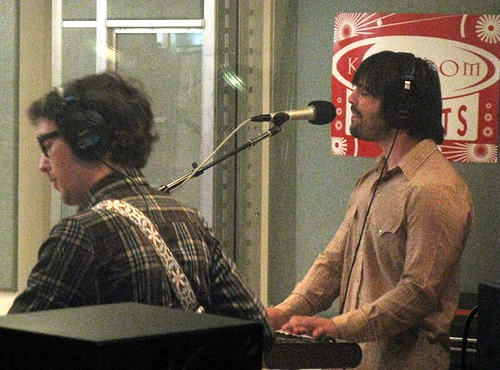
Die Band Division Day bei KCRW

KCRW wurde 1945 auf dem Campus des Santa Monica College gegründet, um ehemalige Militärangehörige, in der damals innovativen Branche zum „Radioserviceman“ auszubilden. CRW stand für College Radio Workshop.
Neben der Hauptfrequenz 89,9 MHz wird das Programm auch über Füllsender in Twentynine Palms (K207FA) auf 89,3 MHz mit 10 Watt und in Goleta (K295AH) auf 106,9 MHz mit jeweils 10 Watt ausgestrahlt.

## Programm
KCRW produziert diverse Musikprogramme, die über das NPR-Network verbreitet werden. Die Show Morning Becomes Eclectic wird seit 1977 ausgestrahlt. Der Sender hat einen eigenen Showcase auf dem SXSW in Austin. 2016 gewann der KCRW Headliner Future Islands den SXSW’s Grulke Prize for US Developing Act. Das Programm aus Santa Monica wird auch von KCRY übernommen.

## KCRW Berlin
Seit Mitte Oktober 2017 wurde KCRW Berlin auf der UKW-Frequenz 104,1 MHz terrestrisch über den Sender Berlin-Schöneberg ausgestrahlt. Gesendet wurde ein Programm mit einer Mischung aus lokal in Berlin produzierten Sendungen, außerdem die klassischen Shows von NPR aus Washington und KCRW aus Los Angeles.  Los Angeles ist seit 1967 Partnerstadt von Berlin. Zu den Unterstützern des Projektes KCRW Berlin gehörte der ehemalige US-Botschafter in Deutschland John Kornblum.
Der Medienrat der Medienanstalt Berlin-Brandenburg (MAAB) teilte in der Sitzung vom 13. September 2017 gemäß dem Staatsvertrag über die Zusammenarbeit zwischen Berlin und Brandenburg im Bereich der Medien (MStV) KCRW in Berlin für einen Zeitraum von sieben Jahren die UKW-Frequenz 104,1 MHz zu. Auf UKW 104,1 MHz hatte bis dahin NPR Berlin gesendet und  die Lizenz für die Frequenz wegen interner Umstrukturierungen zurückgegeben. Neben KCRW hatten sich noch elf weitere Anbieter auf die Frequenz beworben. KCRW Berlin nahm am 16. Oktober 2017 den Sendebetrieb auf.
In dem Programm wurden eine Reihe von Sponsoren des Projektes genannt, klassische Radiowerbung wurde keine gesendet.
Aufgrund von Einnahmeausfällen durch die COVID-19-Pandemie stellte der Sender am 13. Dezember 2020 seinen Betrieb ein. Die Frequenz wurde bis 2024 von lulu.fm genutzt.

## Auszeichnungen
- Peabody Award
- Radio & Television News Directors Association Awards
- Corporation for Public Broadcasting Awards
- L.A. Press Club’s Southern California Journalism Awards
- Best Bit of Everything-Preis, verliehen durch das monatliche Magazin Details
- Trendsetting Radio Station-Preis, verliehen durch die New York Times[13]